# Regnière-Écluse
Regnière-Écluse és un municipi francès situat al departament del Somme i a la regió dels Alts de França. L'any 2007 tenia 136 habitants.

## Demografia

### Població

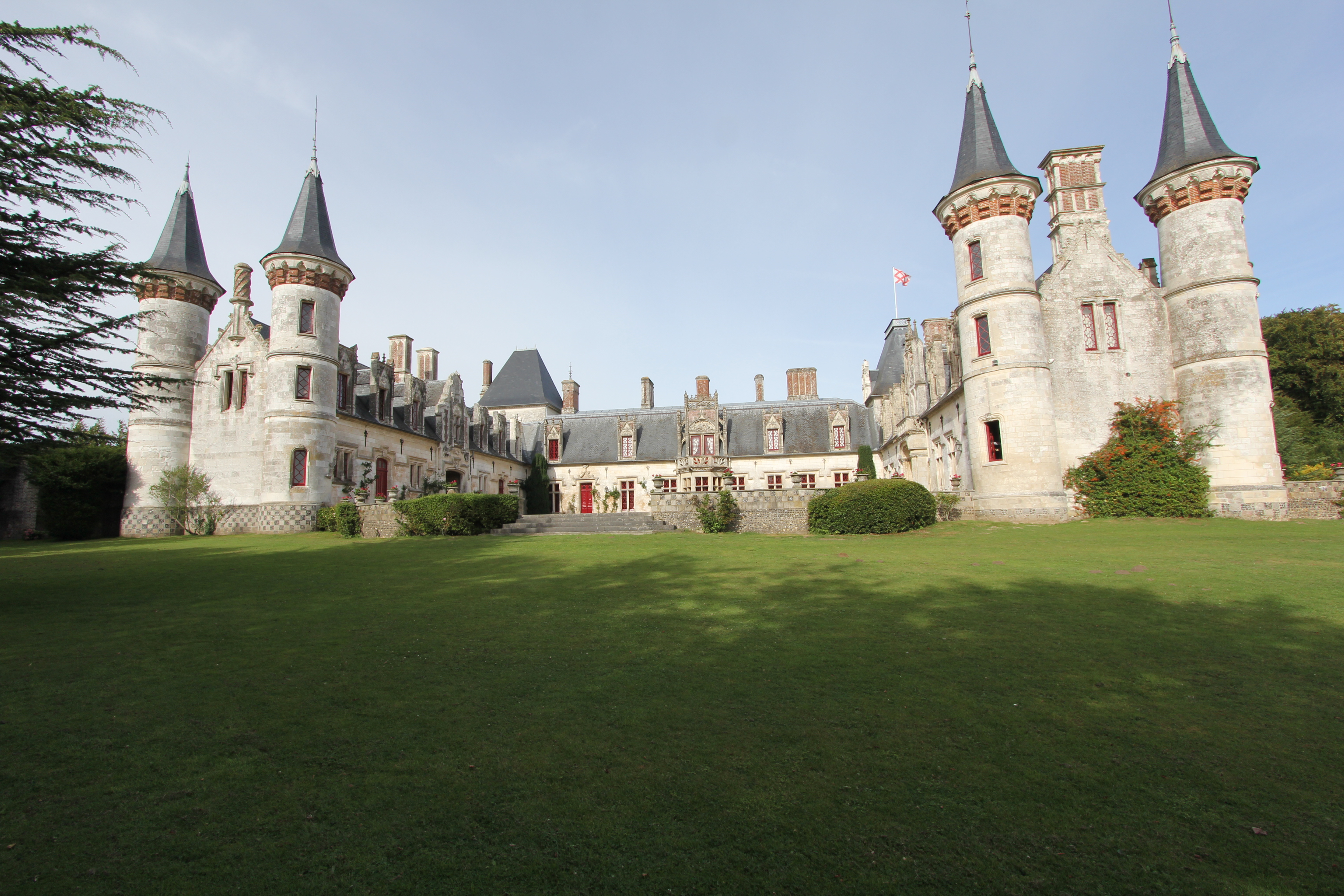
castell

El 2007 la població de fet de Regnière-Écluse era de 136 persones. Hi havia 52 famílies de les quals 8 eren unipersonals (8 dones vivint soles i 8 dones vivint soles), 28 parelles sense fills i 16 parelles amb fills.
La població ha evolucionat segons el següent gràfic:
Habitants censats

### Habitatges
El 2007 hi havia 84 habitatges, 53 eren l'habitatge principal de la família, 24 eren segones residències i 7 estaven desocupats. 80 eren cases i 3 eren apartaments. Dels 53 habitatges principals, 39 estaven ocupats pels seus propietaris, 13 estaven llogats i ocupats pels llogaters i 1 estava cedit a títol gratuït; 1 tenia dues cambres, 8 en tenien tres, 20 en tenien quatre i 25 en tenien cinc o més. 36 habitatges disposaven pel capbaix d'una plaça de pàrquing. A 25 habitatges hi havia un automòbil i a 23 n'hi havia dos o més.

### Piràmide de població

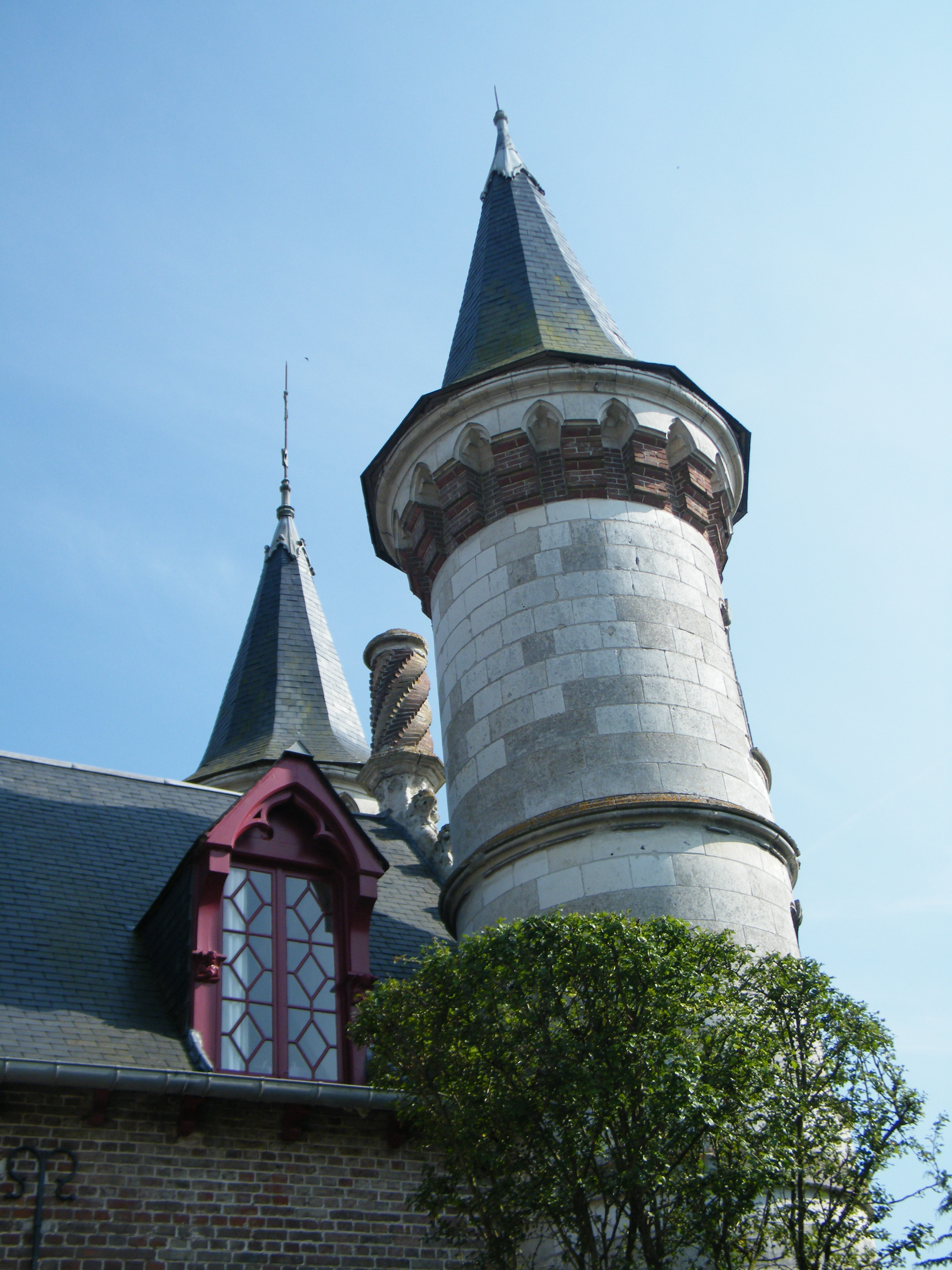

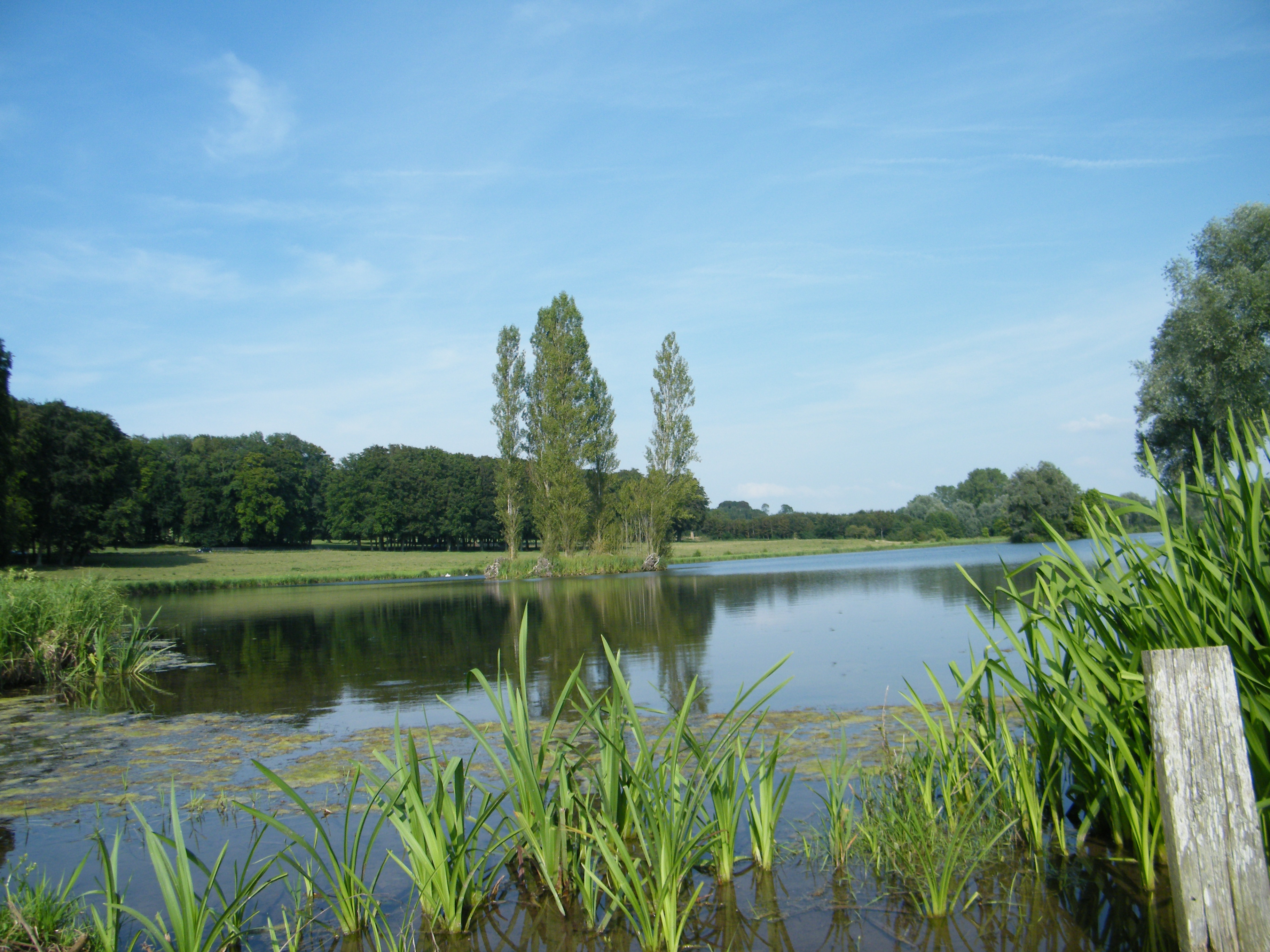

La piràmide de població per edats i sexe el 2009 era:
| Homes | Edats   | Dones |
| ----- | ------- | ----- |
| 0     | 95 o +  | 0     |
| 4     | 90 a 94 | 0     |
| 4     | 85 a 89 | 0     |
| 0     | 80 a 84 | 0     |
| 0     | 75 a 79 | 0     |
| 4     | 70 a 74 | 4     |
| 4     | 65 a 69 | 0     |
| 8     | 60 a 64 | 0     |
| 0     | 55 a 59 | 4     |
| 4     | 50 a 54 | 8     |
| 8     | 45 a 49 | 4     |
| 4     | 40 a 44 | 0     |
| 4     | 35 a 39 | 16    |
| 0     | 30 a 34 | 0     |
| 0     | 25 a 29 | 4     |
| 8     | 20 a 24 | 0     |
| 8     | 15 a 19 | 12    |
| 0     | 10 a 14 | 4     |
| 4     | 5 a 9   | 8     |
| 0     | 0 a 4   | 0     |

## Economia

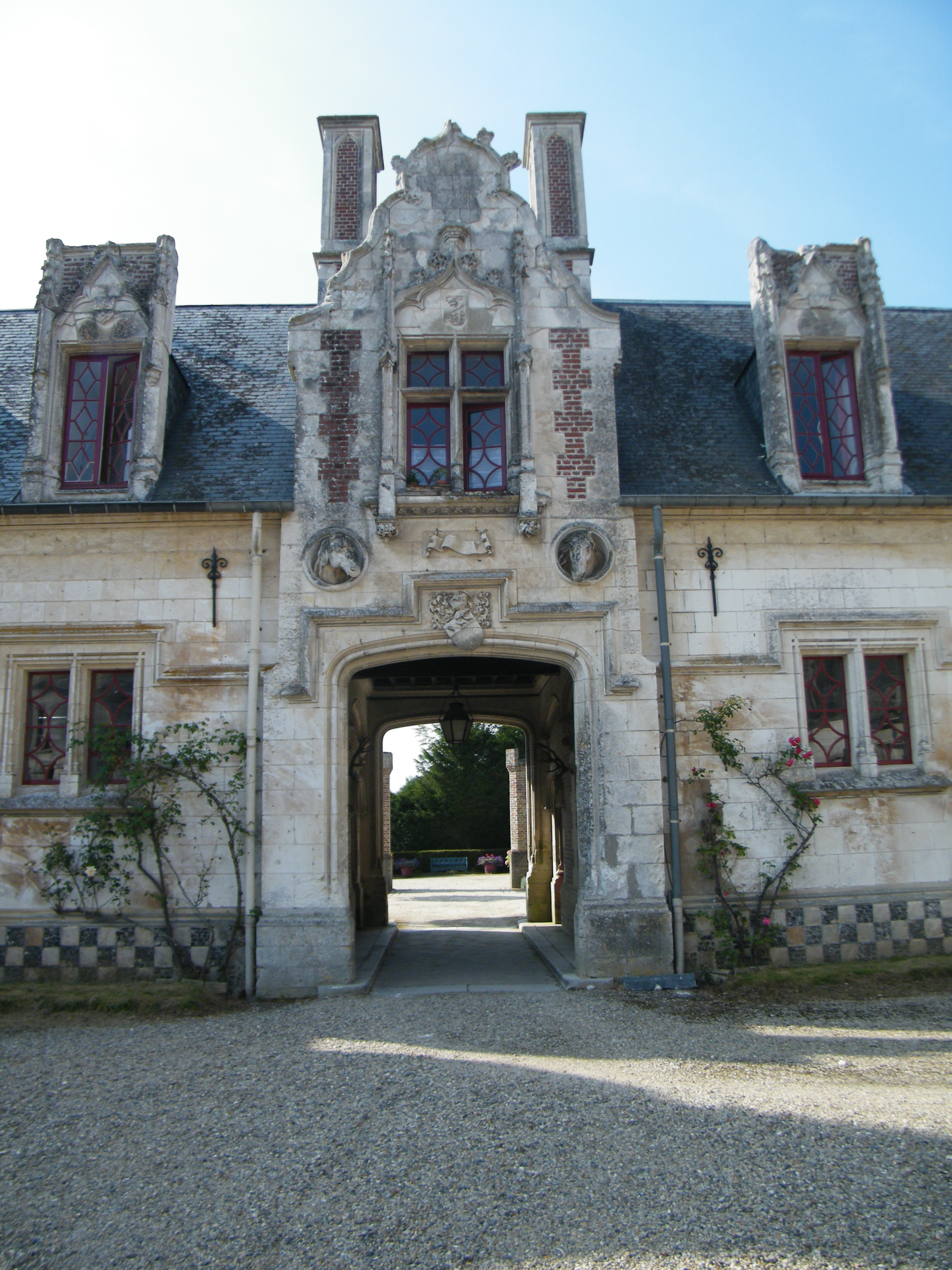

El 2007 la població en edat de treballar era de 87 persones, 52 eren actives i 35 eren inactives. De les 52 persones actives 48 estaven ocupades (24 homes i 24 dones) i 4 estaven aturades (1 home i 3 dones). De les 35 persones inactives 5 estaven jubilades, 12 estaven estudiant i 18 estaven classificades com a «altres inactius».

### Ingressos

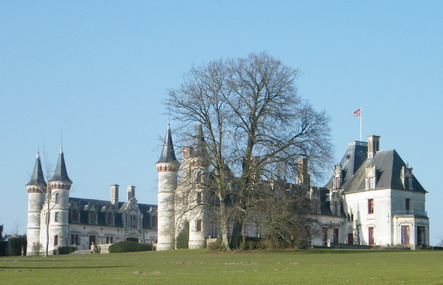

El 2009 a Regnière-Écluse hi havia 49 unitats fiscals que integraven 123 persones, la mediana anual d'ingressos fiscals per persona era de 13.070 €.

### Activitats econòmiques
Dels 6 establiments que hi havia el 2007, 1 era d'una empresa extractiva, 2 d'empreses de comerç i reparació d'automòbils i 3 d'empreses de serveis.
L'any 2000 a Regnière-Écluse hi havia 5 explotacions agrícoles.

## Poblacions més properes

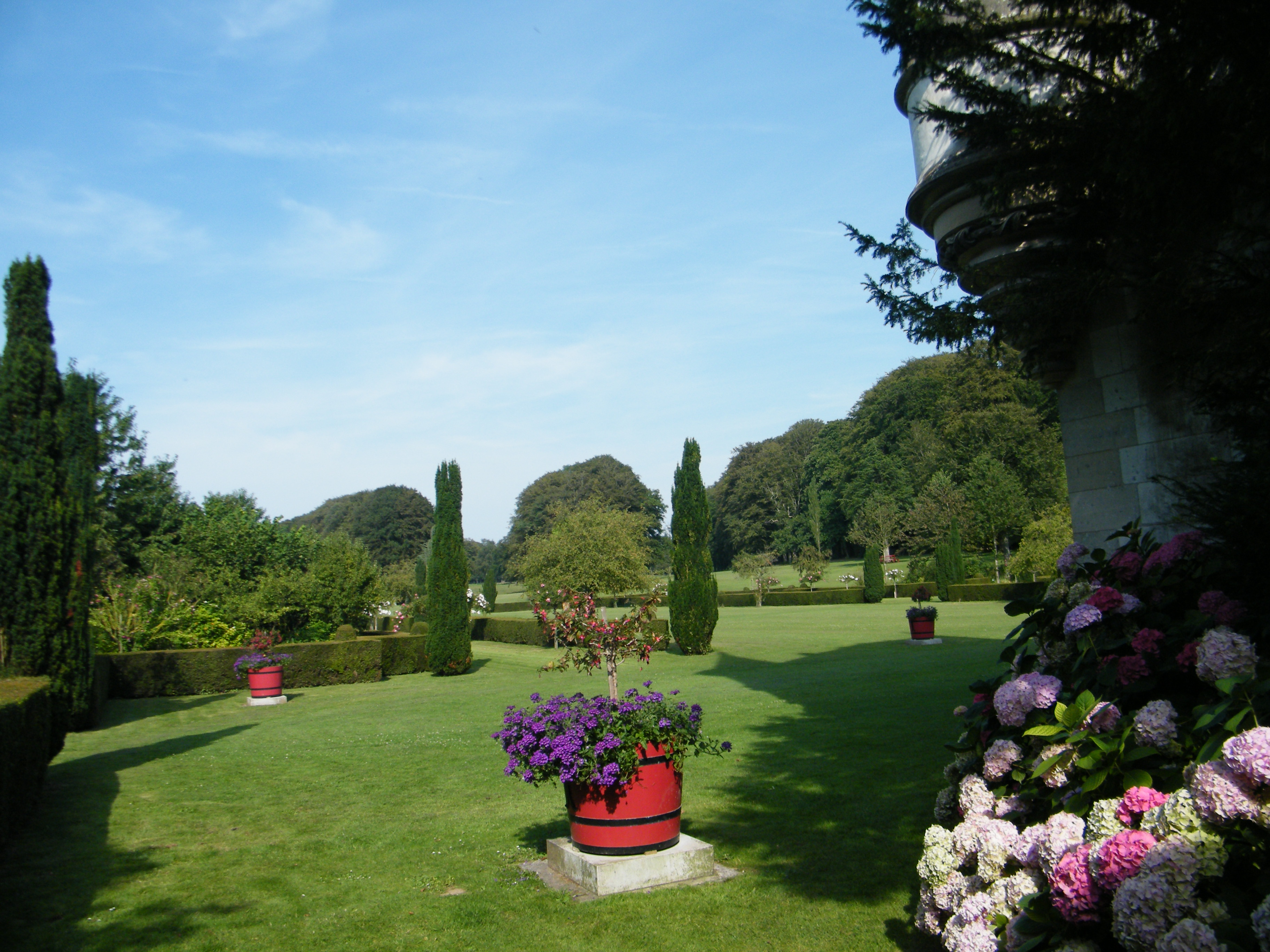

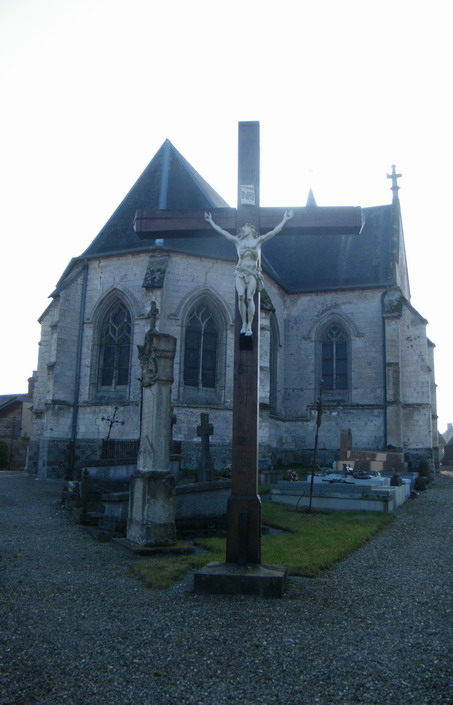

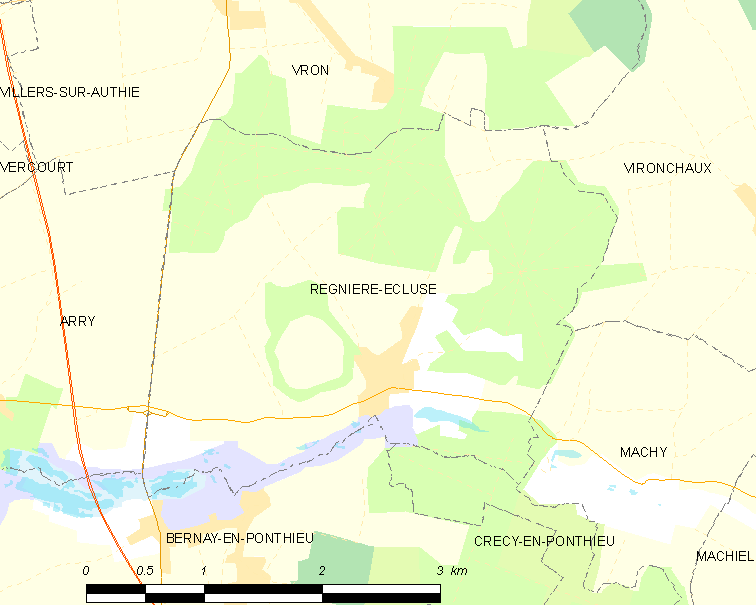

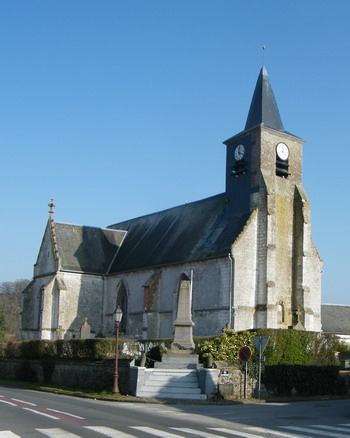

El següent diagrama mostra les poblacions més properes.